# NGC 4353
NGC 4353 is een onregelmatig sterrenstelsel in het sterrenbeeld Maagd. Het hemelobject werd in 1860 ontdekt door de Duits-Amerikaanse astronoom Christian Heinrich Friedrich Peters.

## Synoniemen
- IC 3266
- MCG 1-32-43
- ZWG 42.77
- VCC 688
- PGC 40303